# شريف محمد
شريف محمد (بالروسية: Мухаммад, Шариф Хамаюни)‏ (21 مارس 1990 بمحج قلعة في روسيا - ) هو لاعب كرة قدم روسي في مركز الوسط. شارك مع منتخب أفغانستان لكرة القدم. أما مع النوادي، فقد لعب مع أنجي محج قلعة ونادي دينامو الداغستاني وFC Anzhi-2 Makhachkala ‏.

## وصلات خارجية
- شريف محمد على موقع الاتحاد الأوربي (الإنجليزية)
- شريف محمد على موقع قاعدة بيانات كرة القدم.إي يو (الإنجليزية)
- شريف محمد على موقع ناشيونال فوتبول تيمز (الإنجليزية)
- شريف محمد على موقع Soccerway.com (الإنجليزية)
- شريف محمد على موقع عالم كرة القدم.نت (الإنجليزية)
- شريف محمد على موقع GSA (الإنجليزية)